# Sałata łodygowa
Sałata łodygowa, sałata szparagowa, sałata pędowa – w zależności od ujęcia klasyfikacyjnego jeden z typów lub jedna z klas odmian uprawnych sałaty siewnej, czasem też uznawana za odmianę botaniczną tego gatunku (Lactuca sativa L. var. angustana Irisch) lub nawet odrębny gatunek zwany sałatą krakowską Lactuca cracoviensis. W Polsce sałaty te nazywane są także głąbikami krakowskimi lub głąbikiem krakowskim, przy czym w wąskim ujęciu jest to tylko jedna z odmian sałaty łodygowej ('Głąbik Krakowski'), jedyna dawniej znana i uprawiana w Polsce. Sałaty łodygowe występują tylko w uprawie. Popularne są zwłaszcza w Chinach. Częścią spożywaną jest zgrubiała, młoda łodyga.

## Morfologia
Roślina różni się od typowej sałaty siewnej i innych klas odmian budową liści i łodyg. Inne cechy – rozgałęziony palowy system korzeniowy, kwiaty zebrane w drobne, żółte koszyczki i owoce (niełupki) – są takie same.
LiścieLiście wąskie, podługowate, spiczasto zakończone, ciemno-czerwono-zielone, o średnim zabarwieniu antocyjanowym lub jasnozielone (w zależności od odmiany). Sałata ta – w przeciwieństwie do innych – nie tworzy główek (gęsto stulonych liści); w początkowej fazie wzrostu tworzy rozetę z liśćmi wzniesionymi ku górze, a następnie wybija w długi i gruby pęd .
ŁodygaRoślina osiąga wysokość do ok. 50–60 cm  (w okresie kwitnienia do 1 m), dolna część pędu jest mięsista, zgrubiała i nierozgałęziona, średnica łodygi przy zbiorze to ok. 3–4 cm. Łodyga może mieć kolor czerwonawy lub biały (w zależności od odmiany). Jeśli roślina nie zostanie zebrana, w górnej części pędu rozgałęzia się i tworzy kwiatostan. W tej fazie rozwoju pęd drewnieje i nie nadaje się do spożycia.

## Zastosowanie
Roślina uprawna

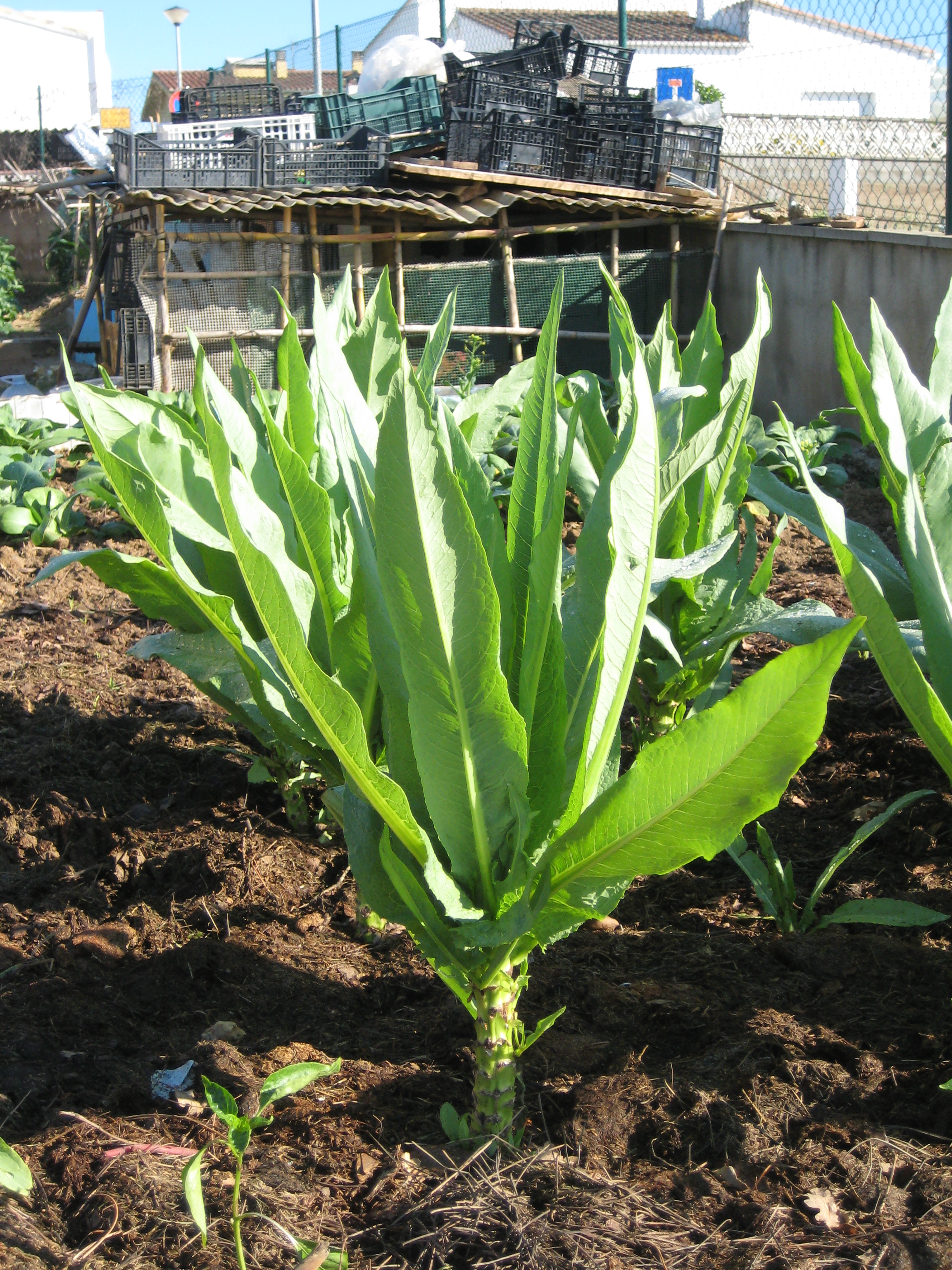
Uprawa sałaty łodygowej

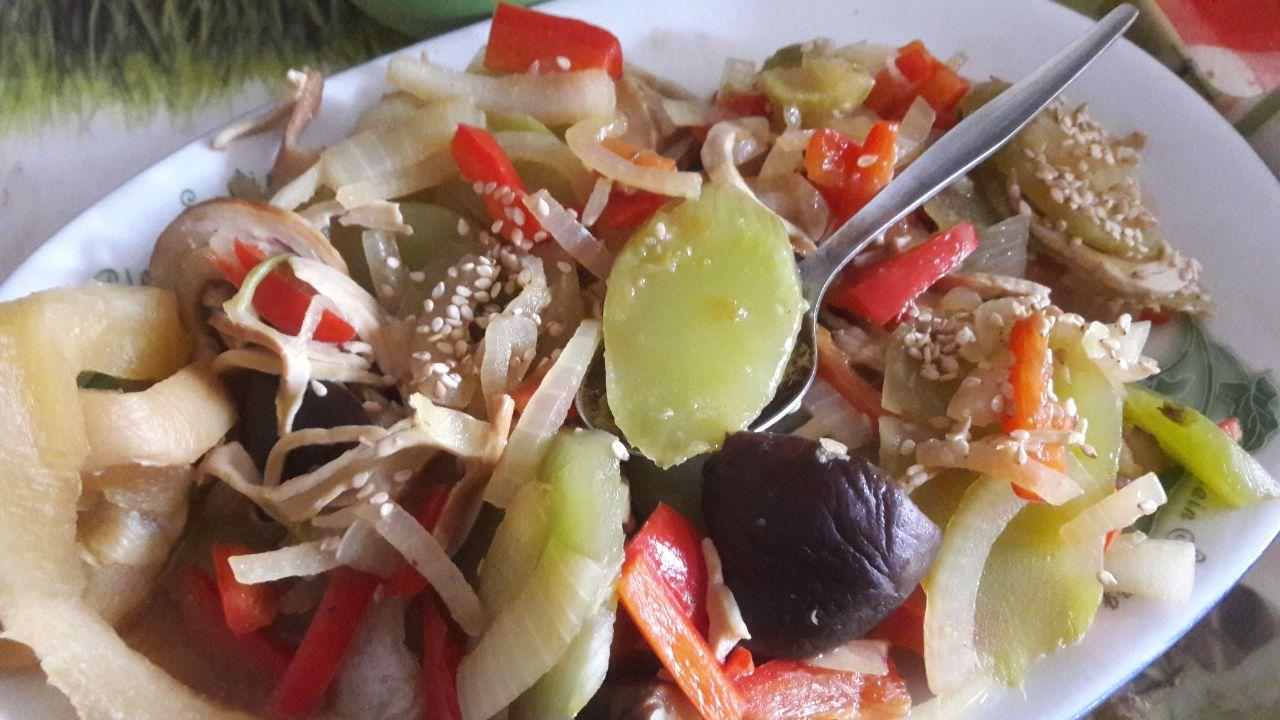
Chińskie danie z talarkami sałaty łodygowej

Sałata łodygowa jest warzywem polecanym jako przedplon lub poplon . Ze względu na mniejsze wymagania glebowe i klimatyczne niż inne odmiany sałaty, określana jest jako stosunkowo łatwa w uprawie . Najkorzystniejsze dla niej są gleby o odczynie pH 6,5–7,0, lekkie i średnie, bogate w próchnicę, przepuszczalne, lecz jednocześnie zatrzymujące wodę i łatwo się nagrzewające . Sałata ta ma też niewielkie wymagania, jeśli chodzi o temperaturę: wysadzanie do gruntu jest możliwe już w kwietniu.
Rozmnażana jest przez wysiew nasion do gruntu lub z rozsady (z 3–4 g nasion uzyskuje się ok. 1000 sztuk rozsady, sadzonej w miejscu docelowej uprawy w rozstawie 40 × 25 cm). Siew pod osłonami na rozsadę wykonuje się w połowie marca. Przy siewie do gruntu rzędy wyznaczać należy co 25 cm, a wschody rozrzedza się zostawiając pojedyncze rośliny co 20 cm. W przypadku słabego wzrostu nawozi się ją saletrą, dobre efekty daje także stosowanie tzw. gnojówki z pokrzywy z nawozem kurzym. Roślinę uprawia się w warunkach klimatu Europy Środkowej wiosną lub jesienią. 
Dla zachowania odpowiednich walorów smakowych i soczystości łodygi, będącej podstawową częścią jadalną, sałacie tej należy zapewnić obfitość wody, a w czasie suszy systematycznie podlewać , najlepiej bez zraszania liści . Bez podlewania pędy w czasie upałów i suszy szybko drewnieją. Łodygi ścina się po osiągnięciu odpowiedniej wysokości, jeszcze zanim zdrewnieją, najpóźniej, gdy na roślinie zaczną pojawiać się pąki kwiatowe . Zwykle od siewu do zbioru mija 10–14 tygodni. Roślin przeznaczonych do spożycia nie powinno się dopuszczać do kwitnienia, gdyż wtedy pędy stają się gorzkie i łykowacieją.
Sztuka kulinarna
W sztuce kulinarnej wykorzystywana jest głównie zgrubiała łodyga, choć jadalne są również liście (młode dodawane są do sałatek) i kwiatostany zanim rozwiną się na nich pąki. Przed spożyciem zwykle obiera się pędy ze skórki i kroi w talarki. Łodygi można spożywać na surowo, np. w sałatkach, można je też kisić podobnie jak ogórki, przyrządzać z nich zupy lub dusić, przyrządzać podobnie jak szparagi. 
Sałata łodygowa jest warzywem często stosowanym w kuchni chińskiej, popularnym zarówno w Chinach kontynentalnych, jak i na Tajwanie.

## Odmiany uprawne

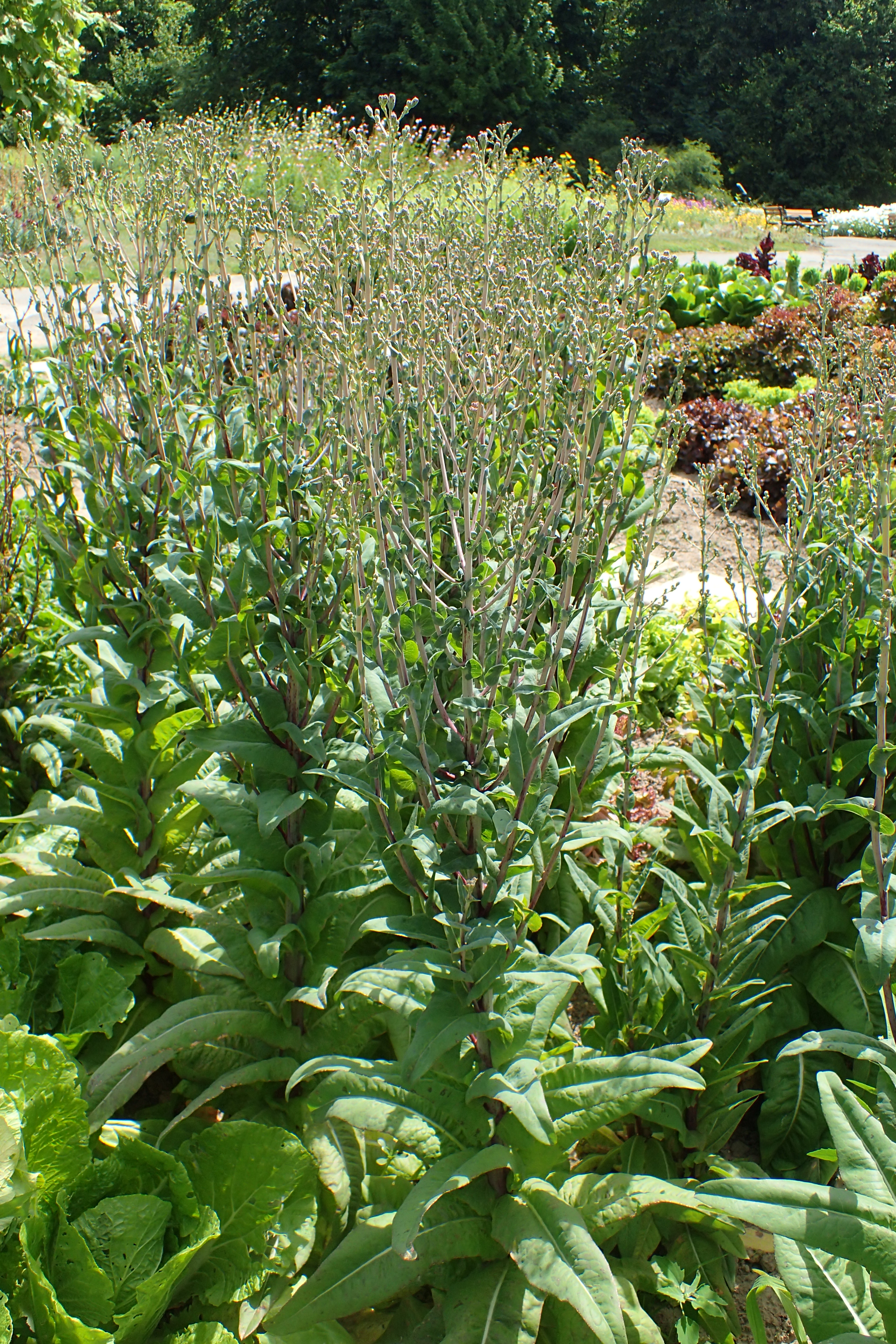
Kwitnąca sałata łodygowa odmiany 'Karola'

Do odmian uprawianych w Polsce należą:
- 'Głąbik Krakowski'[6] – odmiana o zmiennych cechach morfologicznych[16],
- 'Karola' – charakteryzująca się czerwonawą łodygą[13] .

## Wpływ na zdrowie
Część jadalna sałaty łodygowej zawiera około 4,5% suchej masy, 2,2% węglowodanów. Znajdują się w niej witamina C oraz E, ponadto jest bogatym źródłem witamin z grupy B, karotenoidów, antocyjanów, wapnia, magnezu i żelaza.
Według badań przeprowadzonych przez ALS Food & Pharmaceutical Polska, sałata łodygowa ma wartość energetyczną 54 kcal na 100 g, zawiera 7 g błonnika pokarmowego w 100 g i nie kumuluje metali ciężkich.

## Historia
Odmiana łodygowa została wyhodowana w Chinach z sałaty, która trafiła tam ok. 600–900 r. n.e. z rejonu śródziemnomorskiego.
Na Zachodzie popularyzowana zaczęła być ok. 1942 roku pod nazwą handlową „Celtuce” (połączenie nazw celery – seler i lettuce – sałata), ale pozostała rośliną mało popularną. 
Nie wiadomo, kiedy i w jaki sposób sałata łodygowa znalazła się na terenach Polski. Nazwa „głąbiki krakowskie” najprawdopodobniej jest zwyczajowym określeniem wyodrębnionej lokalnie odmiany sałaty łodygowej. Na wsiach w okolicach Krakowa warzywo to było powszechnie uprawiane już w połowie XIX wieku. Jako pierwszy miał je opisać na przełomie XVIII i XIX wieku Stanisław Wodzicki, z zamiłowania botanik i ogrodnik. Dogłębniej pod względem naukowym zajął się nim Florian Sawiczewski, który w 1840 roku na łamach „Rocznika Wydziału Lekarskiego w Uniwersytecie Jagiellońskim” opisał je jako odrębny gatunek sałaty:

Gatunek czwarty: Łoczyga krakowska (L[actuca] cracoviensis). Gatunek ten sałaty warzywnej od czasów niepamiętnych w dwóch wsiach naszemu miastu przyległych, Czarnej i Nowej, zasiewany, pod nazwiskiem głąbików powszechnie jest znajomym. Głąbiki, tak zwane, krakowskie, jako tylko miastu naszemu właściwe, łącznie z innemi roślinami warzywnemi, włoszczyzną pospolicie nazywanemi, na rynku sprzedawane, są zdrową i powszechnie lubioną jarzyną.

Sawiczewski wyróżnił dwie odmiany głąbika: wczesną i późną. Oprócz opisu botanicznego rośliny oraz jej wymagań podał również, że typowym sposobem przyrządzania głąbika w okolicach Krakowa było kiszenie i określał kiszone/kwaszone głąbiki jako „wyborny, przyjemnie kwaskowaty, orzeźwiający i łatwy do strawienia pokarm”, mogący zastąpić ogórki. 
Głąbik krakowski sadzono powszechnie pod Krakowem jeszcze w początkach XX wieku, lecz po II wojnie światowej jego uprawa stawała się stopniowo coraz rzadsza, aż w latach 60. XX wieku praktycznie zanikła. Robert Makłowicz wspominał, iż w latach 70. XX wieku ubolewano nad tą sytuacją, „podnosząc larum”. W latach 80. XX wieku w książkach kucharskich pojawiały się jeszcze przepisy na potrawy z głąbika krakowskiego, np. u Zofii Zawistowskiej, która w roku 1989 pisała, że warzywo to występuje w uprawie amatorskiej. 
W 1994 roku nasiona głąbików krakowskich czerwonych włączono do banku genów roślin użytkowych.
W drugiej dekadzie XXI wieku podjęto próby uratowania głąbika od zapomnienia, m.in. w 2019 donoszono o reaktywacji jego uprawy w Wawrzeńczycach pod Krakowem, głąbik krakowski został też zakwalifikowany przez Urząd Miasta Krakowa (Europejskiej Stolicy Kultury Gastronomicznej w roku 2019) do projektu SLOWFOOD Central Europe wraz z innymi produktami regionalnymi takimi jak obwarzanek krakowski czy chleb prądnicki, a w tym samym roku promowali go w ramach akcji „Tradycja w natarciu” organizatorzy Targów Wyposażenia Hoteli i Gastronomii HoReCa w Krakowie.